# Visoka (rue)
Pour les articles homonymes, voir Visoka.
La rue Visoka (en serbe cyrillique : Висока) est située à Belgrade, la capitale de la Serbie, dans la municipalité urbaine de Zemun.

## Parcours
La rue Visoka naît à la hauteur de la rue Grobljanska, tout près du cimetière de Zemun. Elle s'oriente vers l'est puis le nord-est et se termine en impasse.

## Architecture
Au no 27 se trouve la maison de la famille Burovac construite à la fin du XVIIIe siècle ; elle a été bâtie en paille mêlée de boue, avec un toit de chaume et des gables en bois et constitue un exemple de maison ancienne Voïvodine ; en raison de sa valeur historique, elle est inscrite sur la liste des monuments culturels protégés de la république de Serbie et sur la liste des biens culturels protégés de la ville de Belgrade.